# 6-Stunden-Rennen von Watkins Glen 1976

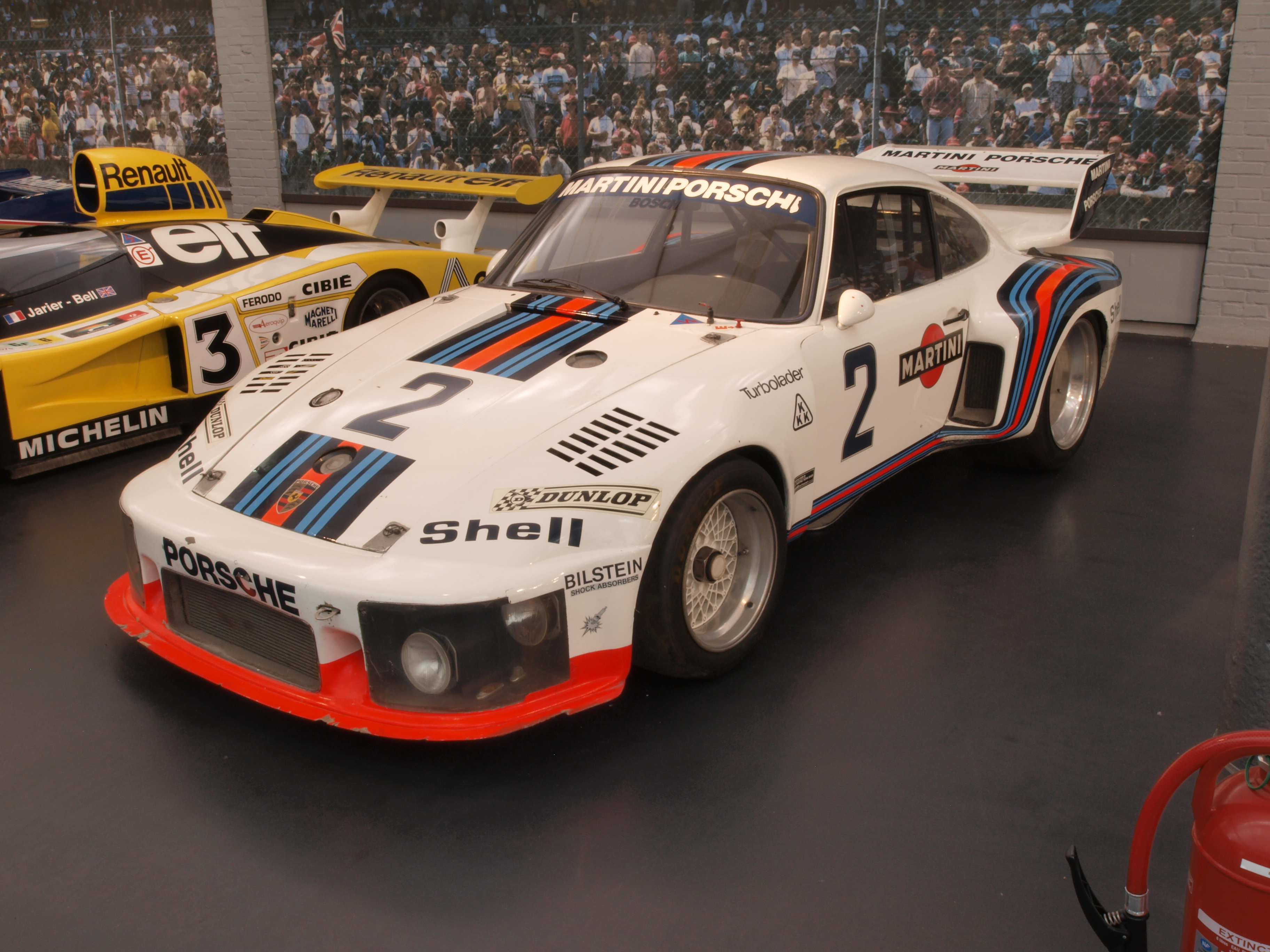
Porsche 935

Das 6-Stunden-Rennen von Watkins Glen 1976, auch 6-Hours Trans-Am and The F-5000, The Glen, Toyota Paces The Races, Watkins Glen Grand Prix Circuit, fand am 10. Juli in Watkins Glen statt und war der zehnte Wertungslauf der Sportwagen-Weltmeisterschaft dieses Jahres.

## Das Rennen
Mit dem 6-Stunden-Rennen von Watkins Glen fanden die Rennen der Gruppe 5 innerhalb der Sportwagen-Weltmeisterschaft 1976 ihre Fortsetzung. Nach den Erfolgen von BMW auf dem Nürburgring und in Zeltweg siegte in Nordamerika wieder Porsche. Gesamtsieger wurden Rolf Stommelen und Manfred Schurti (Schurti gewann seinen ersten Weltmeisterschaftslauf und ist der einzige Liechtensteiner der Motorsportgeschichte, dem sie gelang) im Werks-Porsche 935 mit einer Runde Vorsprung auf den privat gemeldeten Porsche 934/5 2.8 von Leo Kinnunen, Toine Hezemans und Egon Evertz.

## Ergebnisse

### Schlussklassement
| 1                  | Gr. 5 | 4   | Martini Racing               | Rolf Stommelen Manfred Schurti                 | Porsche 935             | 174 |
| 2                  | Gr. 5 | 6   | Egon Evertz K.G.             | Leo Kinnunen Toine Hezemans Egon Evertz        | Porsche 934/5 2.8       | 173 |
| 3                  | Gr. 5 | 2   | Martini Racing               | Jochen Mass Jacky Ickx                         | Porsche 935             | 173 |
| 4                  | Gr. 5 | 59  | Brumos Kendall               | Peter Gregg Hurley Haywood                     | BMW 3.5 CSL             | 170 |
| 5                  | Gr. 5 | 10  | Schnitzer                    | Ronnie Peterson Dieter Quester                 | BMW 3.5 CSL             | 166 |
| 6                  | Gr. 5 | 3   | Ecurie Escargot              | John Graves Dave Helmick John O’Steen          | Porsche Carrera RSR     | 164 |
| 7                  | Gr. 5 | 75  | Heimrath Racing              | Norm Ridgely Jim Cook                          | Porsche Carrera RSR     | 160 |
| 8                  | Gr. 5 | 56  | Bob Hagestad                 | Bob Hagestad Jerry Jolly                       | Porsche Carrera RSR     | 157 |
| 9                  | GT    | 39  | John Bauer                   | John Bauer Walt Maas                           | Porsche 911             | 157 |
| 10                 | GT    | 16T | Vasek Polak Racing           | George Follmer John Morton                     | Porsche 934             | 155 |
| 11                 | Gr. 5 | 78  | Babe’s Garage                | Babe Headley Sam Feinstein                     | Chevrolet Corvette 427  | 153 |
| 12                 | GT    | 36  | Paul Miller                  | Paul Miller Kenper Miller                      | Porsche 934             | 153 |
| 13                 | GT    | 72  | Mike Tillson                 | Mike Tillson Dieter Oest                       | Porsche Carrera RSR     | 145 |
| 14                 | GT    | 77  | Bruce Jennings               | Bruce Jennings Bill Bean                       | Porsche 911S            | 144 |
| 15                 | GT    | 14  | Holbert Dickinson            | Al Holbert Jim Busby                           | Porsche 934             | 134 |
| 16                 | Gr. 5 | 93  | Michael Oleyar               | Michael Oleyar Richard Weiss                   | Chevrolet Corvette 427  | 122 |
| 17                 | Gr. 5 | 95  | Robert Frostrom              | Robert Frostrom John Moore                     | Porsche Carrera RSR     | 109 |
| 18                 | GT    | 57  | John Wood                    | Bob Grossman John Wood                         | Porsche 911 Carrera RSR | 105 |
| 19                 | Gr. 5 | 92  | Sherrill                     | John Orr Craig Carter                          | Chevrolet Corvette 454  | 104 |
| 20                 | Gr. 5 | 76  | Arrow Heating Co.            | Joe Chamberlain Carl Shafer                    | Chevrolet Camaro 350    | 95  |
| Ausgefallen        |       |     |                              |                                                |                         |     |
| 21                 | Gr. 5 | 74  | Heimrath Racing              | Ludwig Heimrath senior Jacques Bienvenue       | Porsche Carrera RSR     | 163 |
| 22                 | Gr. 5 | 22  | Bandag                       | Denny Long Bill Jobe                           | Chevrolet Corvette 460  | 101 |
| 23                 | Gr. 5 | 90  | Thomas Rynone                | Thomas Rynone Neil Wiernicki Michael Wiernicki | Chevrolet Corvette 427  | 85  |
| 24                 | Gr. 5 | 13  | Warren Agor                  | Warren Agor Maurice Carter                     | Chevrolet Monza         | 67  |
| 25                 | Gr. 5 | 79  | Michael Callas               | Michael Callas Wiley Doran Adrian Gang         | Porsche Carrera RSR     | 57  |
| 26                 | Gr. 5 | 60  | Brant's Moving & Storage Co. | John Brandt Doug Mills                         | Chevrolet Corvette 350  | 45  |
| 27                 | Gr. 5 | 7   | Yankee Silicones             | Allan Anderson Bernie DeGraff                  | Chevrolet Corvette 350  | 29  |
| 28                 | T     | 43  | Scott Racing                 | Milt Minter Jürgen Barth                       | VW Scirocco             | 11  |
| 29                 | T     | 42  | Scott Racing                 | Bill Scott Stephen Behr                        | VW Scirocco             | 11  |
| 30                 | Gr. 5 | 28  | Hager Racing                 | Joe Pirrotta Don Hager                         | Chevrolet Corvette 427  | 5   |
| 31                 | Gr. 5 | 40  | Creative Racing              | David Kicak Ralph Manaker                      | Chevrolet Corvette 350  | 5   |
| 32                 | Gr. 5 | 11  | Hermetite BMW                | John Fitzpatrick Tom Walkinshaw Brian Redman   | BMW 3.5 CSL             | 3   |
| 33                 | Gr. 5 | 5   | Racing Consultants           | John Gunn Carson Baird                         | Porsche Carrera RSR     | 2   |
| Nicht gestartet    |       |     |                              |                                                |                         |     |
| 34                 | Gr. 5 | 1   | Auto Sense                   | Michael Keyser Eddie Wachs                     | Chevrolet Monza         | 1   |
| 35                 | GT    | 16  | Vasek Polak Racing           | George Follmer                                 | Porsche 934             | 2   |
| Nicht qualifiziert |       |     |                              |                                                |                         |     |
| 36                 | GT    | 84  | Frank Dobias                 | Frank Dobias Ray Cuomo                         | Ford Mustang            | 3   |

1 zurückgezogen
2 Unfall im Training
2 nicht qualifiziert

### Nur in der Meldeliste
Hier finden sich Teams, Fahrer und Fahrzeuge, die ursprünglich für das Rennen gemeldet waren, aber nicht daran teilnahmen.
| Pos. | Klasse | Nr. | Team                  | Fahrer                                | Chassis            |
| ---- | ------ | --- | --------------------- | ------------------------------------- | ------------------ |
| 37   | Gr. 5  |     | Red Roof Inns         | Jim Trueman Jerry Thompson            | Chevrolet Monza    |
| 38   | Gr. 5  | 12  | Frank Joyce           | Frank Joyce Gary Carlin               | Chevrolet Corvette |
| 39   | Gr. 5  | 21  | Harry Theodoracopulos | Harry Theodoracopulos Michel Jourdain | Chevrolet Monza    |
| 40   | Gr. 5  | 32  | Bill Seip             | Bill Seip John Cleveland              | Chevrolet Corvette |

### Klassensieger
| Klasse | Fahrer                  | Fahrer          | Fahrzeug    | Platzierung im Gesamtklassement |
| ------ | ----------------------- | --------------- | ----------- | ------------------------------- |
| Gr. 5  | Rolf Stommelen          | Manfred Schurti | Porsche 935 | Gesamtsieg                      |
| GT     | John Bauer              | Walt Maas       | Porsche 911 | Rang 9                          |
| T      | kein Teilnehmer im Ziel |                 |             |                                 |

### Renndaten
- Gemeldet: 40
- Gestartet: 33
- Gewertet: 20
- Rennklassen: 3
- Zuschauer: unbekannt
- Wetter am Renntag: warm und trocken
- Streckenlänge: 5,435 km
- Fahrzeit des Siegerteams: 6:00:28,000 Stunden
- Gesamtrunden des Siegerteams: 174
- Gesamtdistanz des Siegerteams: 945,647 km
- Siegerschnitt: 157,404 km/h
- Pole Position: Jochen Mass – Porsche 935 (#2) – 1:55,249 = 169,763 km/h
- Schnellste Rennrunde: Rolf Stommelen – Porsche 935 (#4) – 1:55,530 = 169,351 km/h
- Rennserie: 10. Lauf zur Sportwagen-Weltmeisterschaft 1976